# Thamnophilus amazonicus
Thamnophilus amazonicus là một loài chim trong họ Thamnophilidae.